# Eibelstadt
Eibelstadt là một đô thị ở huyện Würzburg, bang Bayern, Đức.